# Remigian Piasecki (zm. 1657)
Remigian Piasecki (zm. wiosną 1657 roku) – opat mogilski w 1649 roku, kantor katedralny przemyski, regent kancelarii mniejszej i większej koronnej, sekretarz królewski, kapłan.
Jego stryjem był biskup Paweł Piasecki.
Podpisał pacta conventa Jana II Kazimierza Wazy w 1648 roku.